# Талалихинское муниципальное образование
Талалихинское муниципальное образование — сельское поселение в Вольском районе Саратовской области Российской Федерации.
Административный центр — село Талалихино.

## История
Статус и границы сельского поселения установлены Законом Саратовской области от 27 декабря 2004 года № 86-ЗСО «О муниципальных образованиях, входящих в состав Вольского муниципального района».

## Население
| 2010 | 2011 | 2012 | 2013 | 2014 | 2015 | 2016 |
| ---- | ---- | ---- | ---- | ---- | ---- | ---- |
| 671  | ↘669 | ↘641 | ↘610 | ↘595 | ↘588 | ↘580 |
| 2017 | 2018 | 2019 | 2020 | 2021 |      |      |
| ↘565 | ↘540 | ↘499 | ↘486 | ↘483 |      |      |

## Состав сельского поселения
| № | Населённый пункт | Тип населённого пункта       | Население |
| - | ---------------- | ---------------------------- | --------- |
| 1 | Дубровное        | село                         | 59        |
| 2 | Куликовка        | село                         | ↘264      |
| 3 | Талалихино       | село, административный центр | ↘348      |